# Rue Auger (Paris)
Pour les articles homonymes, voir Rue Auger.
La rue Auger est une voie du 20e arrondissement de Paris, en France.

## Situation et accès
La rue Auger est une voie publique située dans le 20e arrondissement de Paris. Elle débute au 36, boulevard de Charonne et se termine au 14, rue d'Avron.

## Origine du nom
Elle porte le nom du général d'artillerie Charles Auger (1809-1859), tué à la bataille de Solférino.

## Historique
Cette voie de l'ancienne commune de Charonne est indiquée sur le plan de Roussel de 1730 à l'état de chemin.
Par une ordonnance du 27 août 1844, elle prend le nom de « rue des Ormes » avant d'être classée dans la voirie parisienne en vertu du décret du 23 mai 1863 et de prendre sa dénomination actuelle par un décret du 24 août 1864.